# Fanfare voor de Universiteit van Lancaster
De Fanfare voor de Universiteit van Lancaster is een compositie van Witold Lutosławski. Het werd geschreven ter gelegenheid van een bezoek dat de Poolse componist bracht aan de Universiteit van Lancaster. De componist leidde het een koperensemble van die universiteit tijdens een concert op 11 oktober 1989.
De fanfare is geschreven voor:
- 4 hoorns, 3 trompetten, 3 trombones, 1 tuba
- kleine trom